# 宋树功
宋树功（1923年—1999年），男，河北定县人，中华人民共和国政治人物，曾任中共贵州省委常委、秘书长、统战部部长，贵州省政协副主席，第六届全国政协委员。